# Dobricel
Dobricel – wieś w Rumunii, w okręgu Bistrița-Năsăud, w gminie Spermezeu. W 2011 roku liczyła 461 mieszkańców.